# Over the Limit (2010)
Over the Limit (2010) foi um evento no formato pay-per-view produzido pela World Wrestling Entertainment, que aconteceu dia 23 de maio de 2010, na Joe Louis Arena em Detroit, Michigan. Esta foi a primeira edição da cronologia do Over the Limit.

## Antes do evento
O Over The Limit marcou a volta da utilização do termo "Over" pela WWE em um de seus pay-per-views, a última vez havia sido em 1999 no Over the Edge 1999 que ficou marcado pelo acidente que levou a morte Owen Hart. O evento foi desenvolvido a partir de histórias preexistentes definidas pela WWE entre lutadores que desempenharam os papéis de herói e vilão, estas rivalidades foram trabalhadas durante as semanas que antecederam o evento e culminaram em uma série de lutas.
A feud entre o WWE Champion John Cena e Batista cresce desde o Elimination Chamber; na edição da Raw do dia 3 de maio Batista anunciou que ele e Cena irão se enfrentar no Over the Limit e que a estipulação da luta seria definida a partir dos resultados obtidos por ambos em um "Beat the Clock Challenge", em que o que obtivesse a vitória em menor tempo faria a escolha. Batista derrotou Daniel Brian em 05:06, já Cena derrotou Wade Barrett em 04:38, quando Cena iria anunciar sua decisão foi atacado por Sheamus. Na mesma edição Randy Orton seria o convidado do quadro "The Cutting Edge; Edge tentou explicar por que havia aplicado um "Spear" em Orton permitindo que Batista vencesse a luta na edição anterior da Raw e se mantivesse como desafiante número de Cena, antes de Edge chamar Orton o "guest host" Wayne Brady apareceu para dirigir algumas palavras ao público; Orton saiu e atacou Edge depois de uma troca de golpes, Orton reverteu um Spear em um "RKO" para finalizar a edição da Raw. Na quarta-feira dia 5 de maio a WWE confirmou que Orton e Edge se enfrentarão no evento.
Na edição da SmackDown de 7 de maio foi confirmado mais um combate para o evento, CM Punk desafiou Rey Mysterio para uma luta no evento com a estipulação que caso vença, Mysterio terá que aderir a "Straight Edge Society" caso Punk perca terá sua cabeça raspada. Como Theodore Long já havia anunciado na edição anterior da SmackDown que The Big Show era o desafiante número um pelo World Heavyweight Championship, foi confirmado a luta entre ele e o campeão Jack Swagger no evento.
Na Raw do dia 10 de maio o WWE Champion John Cena fez o anúncio que a estipulação para luta contra Batista seria um "I Quit" match, Cena disse que esta era aúltima vez que enfrentaria Batista pelo título e que se perder não terá direito a sua cláusula de revanche. Além disto Chris Jericho derrotou David Hart Smith para garantir uma luta pelo Unified WWE Tag Team Championship no evento.
Na edição de 7 de maio da SmackDown o general manager Theodore Long havia retirado o WWE Intercontinental Championship do então campeão Drew McIntyre e o demitido após este ter se recusado a parar um ataque contra Matt Hardy, Long então anunciou um torneio para definir o novo campeão, os finalistas foram Christian e Kofi Kingston. A final ocorreu na SmackDown do dia 14 de maio, com a vitória de Kingston, após a luta Drew McIntyre apareceu na arena, Long determinou que a segurança colocasse ele para fora, porém Drew McIntyre apresentou uma carta do presidente da WWE Vince McMahon que determinava a readmissão de McIntyre e a devolução do título a ele. Long determinou que Kingston devolvesse o título a Drew McIntyre. Após o fim da SmackDown foi anunciado através do site da WWE que McIntyre e Kingston lutarão no Over the Limit pelo Intercontinental Championship.
Na última Raw antes do evento foram confirmados mais dois combates, R-Truth contra Ted DiBiase e a WWE Divas Champion Eve defenderá seu título contra Maryse.

## Evento
Na primeira luta do evento Kofi Kingston derrotou Drew McIntyre para vencer o Campeonato Intercontinental da WWE, Kingston fez um "SOS" e assim ganhou. Após a luta Matt Hardy aplicou um "Twist of Fate" em McIntyre. R-Truth derrotou Ted DiBiase, R-Truth fez o pin após um "Lie Detector". Rey Mysterio derrotou CM Punk, Mysterio fez o pin após um "Seated Crucifix pin", com o resultado Punk teve sua cabeça raspada. Após a luta o membro mascarado da "The Straight Edge Society" junto com Luke Gallows e Serena tentaram impedir que Punk tivesse a cabeça raspada, porém Kane salvou Mysterio. The Hart Dynasty (David Hart Smith e Tyson Kidd) derrotaram The Miz e Chris Jericho para manter o Unified WWE Tag Team Championship, Kidd fez o pin em Miz após "Hart Attack". Randy Orton contra Edge acabou sem vencedor, quando os dois foram contados fora do ringue. Nos bastidores foi constatado que Orton sofreu uma lesão no braço. The Big Show derrotou Jack Swagger por desqualificação para manter o World Heavyweight Championship, Swagger foi desqualificado quando acertou Show com o cinturão do WHC. Após a luta Show aplicou um Chokeslam em Swagger. Eve derrotou Maryse para manter o WWE Divas Championship, Eve fez o pin após um ""Push up facebuster". No evento principal John Cena derrotou Batista para manter o Campeonato da WWE, Cena forçou Batista a dizer "eu desisto" após ameaçar dar um F-U do topo de um carro.Apesar de Batista desistir,Cena deu o F-U mesmo assim. Após o combate Sheamus atacou Cena.

## Resultados
| Nº                                          | Resultados                                                                                          | Estipulações | Tempo |
| ------------------------------------------- | --------------------------------------------------------------------------------------------------- | --- | ----- |
| Dark                                        | Montel Vontavious Porter derrotou Chavo Guerrero                                                    | Luta individual | 4:20  |
| 1                                           | Kofi Kingston derrotou Drew McIntyre (c)                                                            | Luta individual pelo WWE Intercontinental Championship                                                                       | 6:24  |
| 2                                           | R-Truth derrotou Ted DiBiase (com Virgil)                                                           | Luta individual | 7:46  |
| 3                                           | Rey Mysterio derrotou CM Punk                                                                       | Luta individual; se Mysterio perdesse, deveria se juntar à Straight Edge Society. Se Punk perdesse, deveria cortar o cabelo. | 13:49 |
| 4                                           | The Hart Dynasty (David Hart Smith e Tyson Kidd) (c) (com Natalya) derrotou The Miz e Chris Jericho | Luta de duplas pelo Unified WWE Tag Team Championship                                                                        | 10:44 |
| 5                                           | Randy Orton vs. Edge acabou sem vencedor em uma dupla contagem                                      | Luta individual | 12:58 |
| 6                                           | The Big Show derrotou Jack Swagger (c) por desqualificação                                          | Luta individual pelo World Heavyweight Championship                                                                          | 5:05  |
| 7                                           | Eve (c) derrotou Maryse                                                                             | Luta individual pelo WWE Divas Championship                                                                                  | 6:03  |
| 8                                           | John Cena (c) derrotou Batista                                                                      | Luta "I Quit" pelo WWE Championship                                                                                          | 20:33 |
| (c) – Refere-se aos campeões antes da luta. | | |       |